# اقتصاد ريفي
الاقتصاد الريفي هو دراسة الاقتصادات الريفية. تشمل الاقتصادات الريفية الصناعات الزراعية وغير الزراعية، لذا فإن للاقتصاد الريفي اهتمامات أوسع من الاقتصاد الزراعي الذي يركز أكثر على النظم الغذائية. تسعى التنمية الريفية والتمويل إلى حل صعوبات الاقتصاد الريفي الكبرى. غالبا ما ترتبط هذه المشاكل الاقتصادية بالهجرة من المناطق الريفية بسبب قلة الأنشطة الاقتصادية وفقر أهل الريف. وقد كان لبعض التدخلات نجاح كبير في بعض أنحاء العالم، حيث وفرت كهربة الريف والسياحة الريفية ركائزَ لتحويل الاقتصادات في بعض المناطق الريفية. وكثيرا ما تنتُج عن هذه الصعوبات فوارق في الدخل بين الريف والحَضَر.